# 오카마치촌
오카마치촌(岡町村)은 와카야마현 가이소군에 있던 촌이다. 

## 역사
- 1889년 4월 1일 - 정촌제 시행에 수반해 나구사군 오카마치촌이 성립하였다.
- 1896년 4월 1일 - 나구사군, 아마군과 합병해 가이소군이 되었다.
- 1955년 6월 1일 - 시정촌제 시행에 의해 와카야마시에 편입되었다.